# Bichiș, Mureș
Bichiș (în maghiară Magyarbükkös, în germană Buchendorf) este satul de reședință al comunei cu același nume din județul Mureș, Transilvania, România.

## Istoric
În 1296 localitatea este atestată documentar cu denumirea sessio Bekes, iar în 1303 este consemnată în documente ca t. Bykus. 
A fost domeniul nobiliar al familiei Kemény, în localitate s-a păstrat conacul familiei.
Pe Harta Iosefină a Transilvaniei din 1769-1773 (Sectio 141), localitatea a apărut sub numele de „Bukkõs ”.

## Localizare
Localitatea este situată în partea sud-vestică a județului Mureș pe valea râului Ațintiș afluent al râului Mureș. Cel mai apropiat oraș este Luduș aflat la o disranță de 15 km.

## Demografie
La recensământul din 2002 populația satului Bichiș număra 288 locuitori, structurați etnic astfel: 15 români, 272 maghiari și un rom.
Conform Recensământului din anul 2022 populația localității era de 170 locuitori.

## Obiective turistice

### Conacul Kemény
Al doile conac al familiei Kemény, numit de localnici castelul mic, aflat în centrul localității a fost recosntruit în anul 1651, după ce predecesorul său a fost distrus în timpul războiului de cincisprezece ani. Castelul nou, cu arcade, vizibil și astăzi, s-a construit pe un deal mic, astfel în timpul lucrărilor s-au ținut cont de proprietățile terenului, astfel clădirea de azi arată de parcă ar urca pe un deal. Inițial clădirea s-a dorit a fi etajată, însă la finalizarea acesteia, clădirea a avut un singur nivel, astfel construcția pridvorului cu arcade este asimetrică. Cei patru piloni robuști leagă cinci arcade. Structura cu arcade, prevăzută cu elemente în stil renascentist (perioada târzie) și în stil baroc, se extinde de-alungul fațadei principale, în direcția pantei observându-se încă cinci arcade. Renovarea clădirii a avut loc între 2020-2023.

### Biserica reformată
Construită în jur de 1780.

## Personalități
- Ioan Kemény (1604-1662), principele Transilvaniei între 22 decembrie 1660 și 23 ianuarie 1662
- Ferenc Szász⁠(hu)[traduceți] (1903-1995), botanist, cercetător, profesor

## Imagini

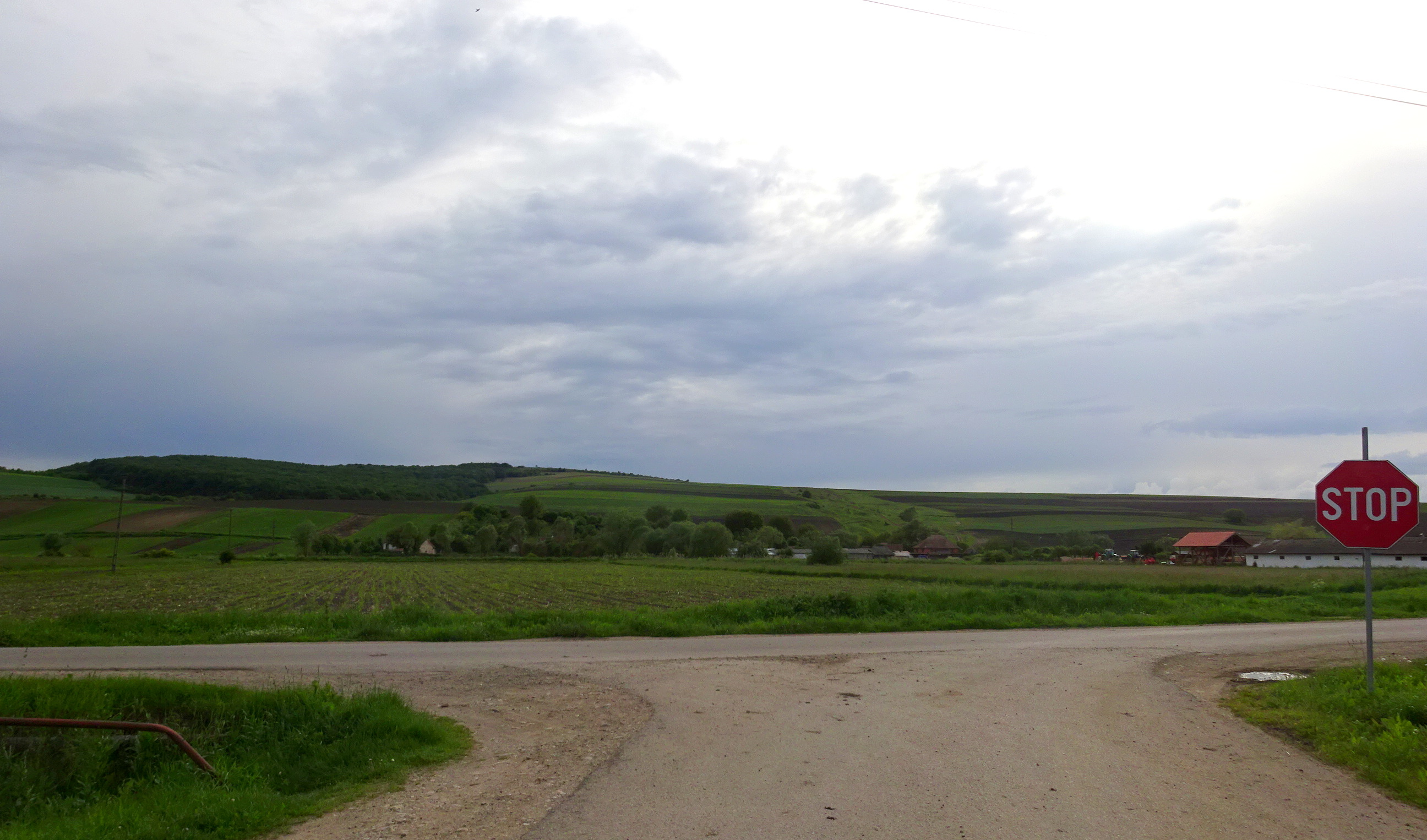
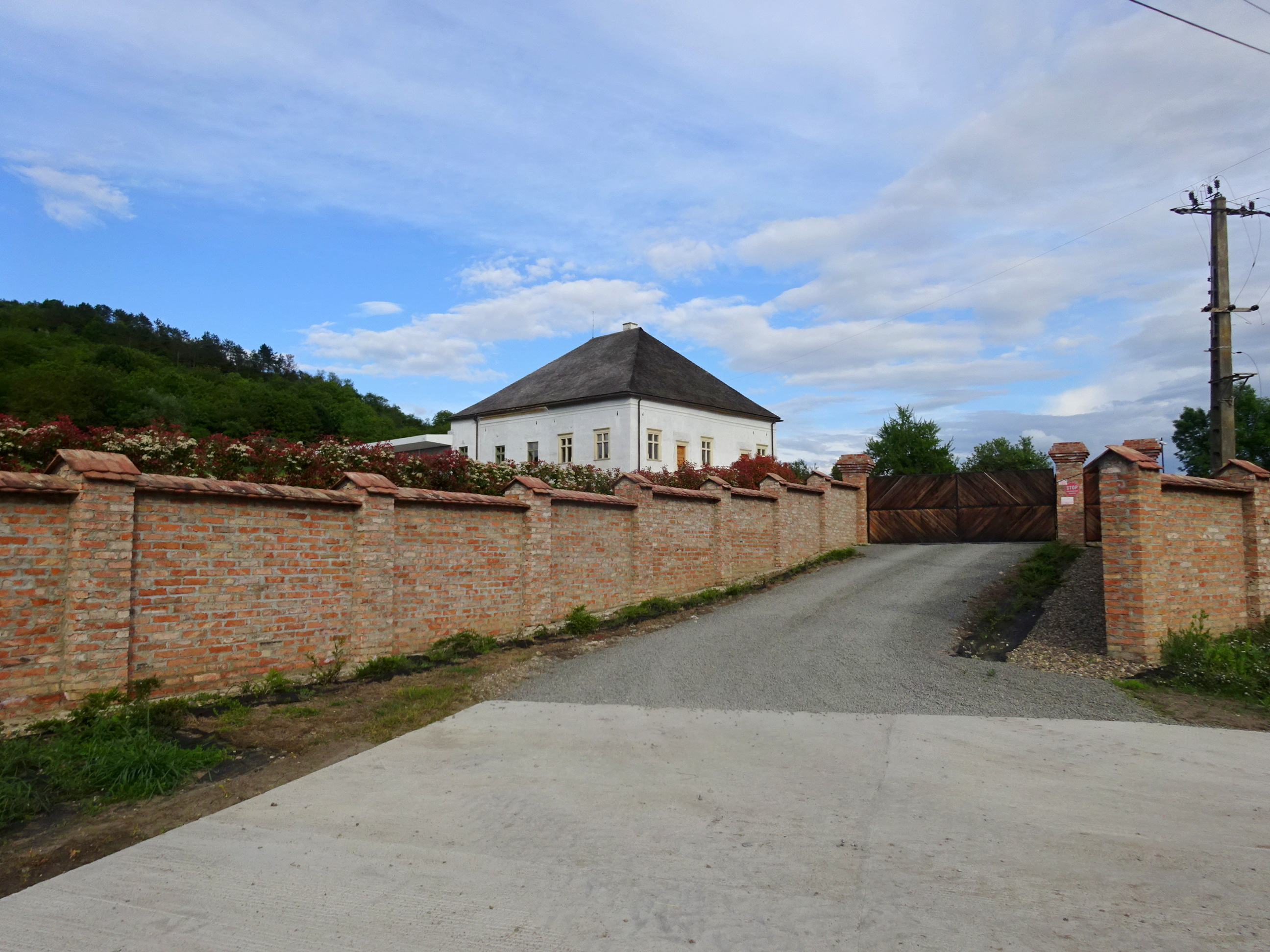
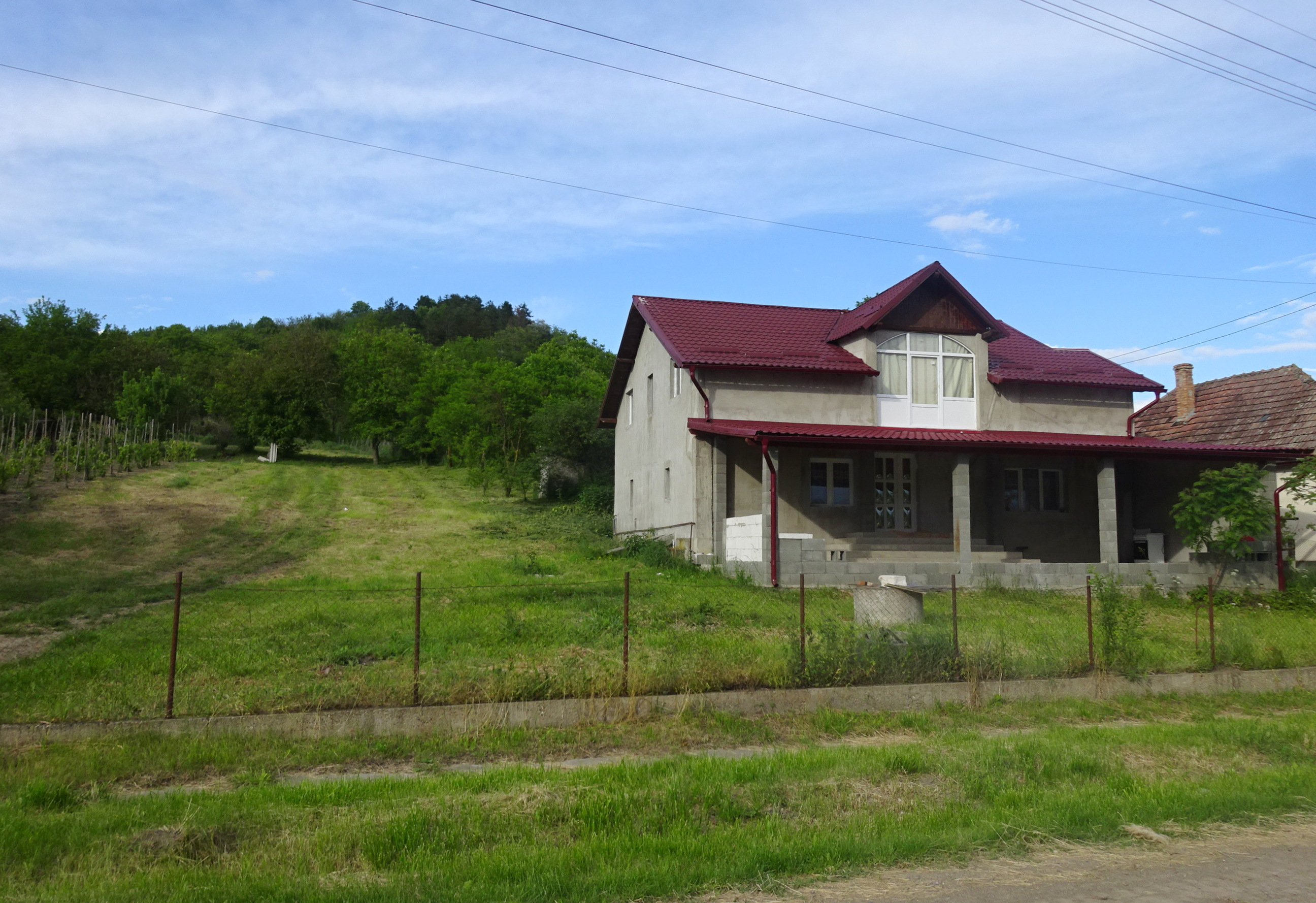
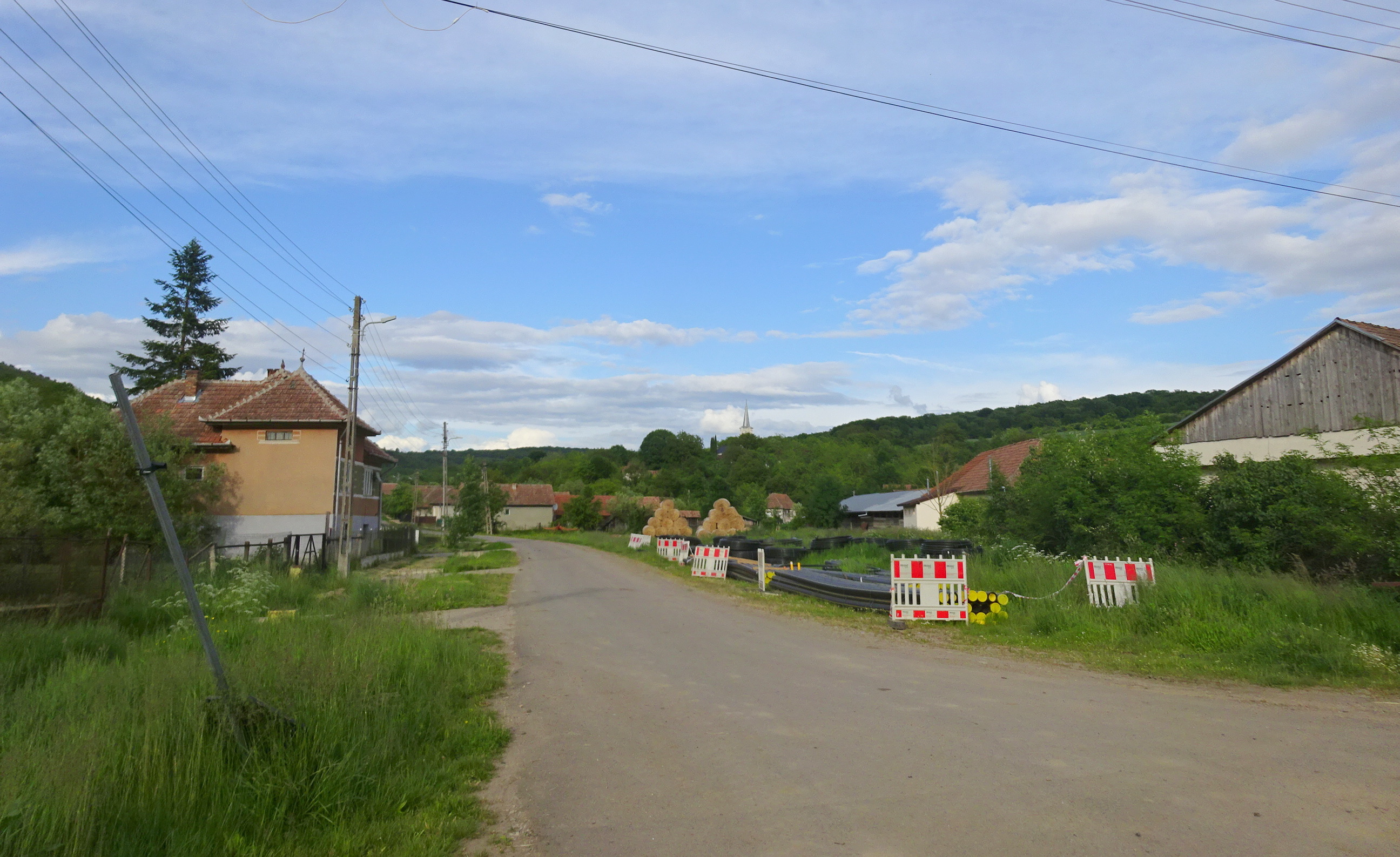
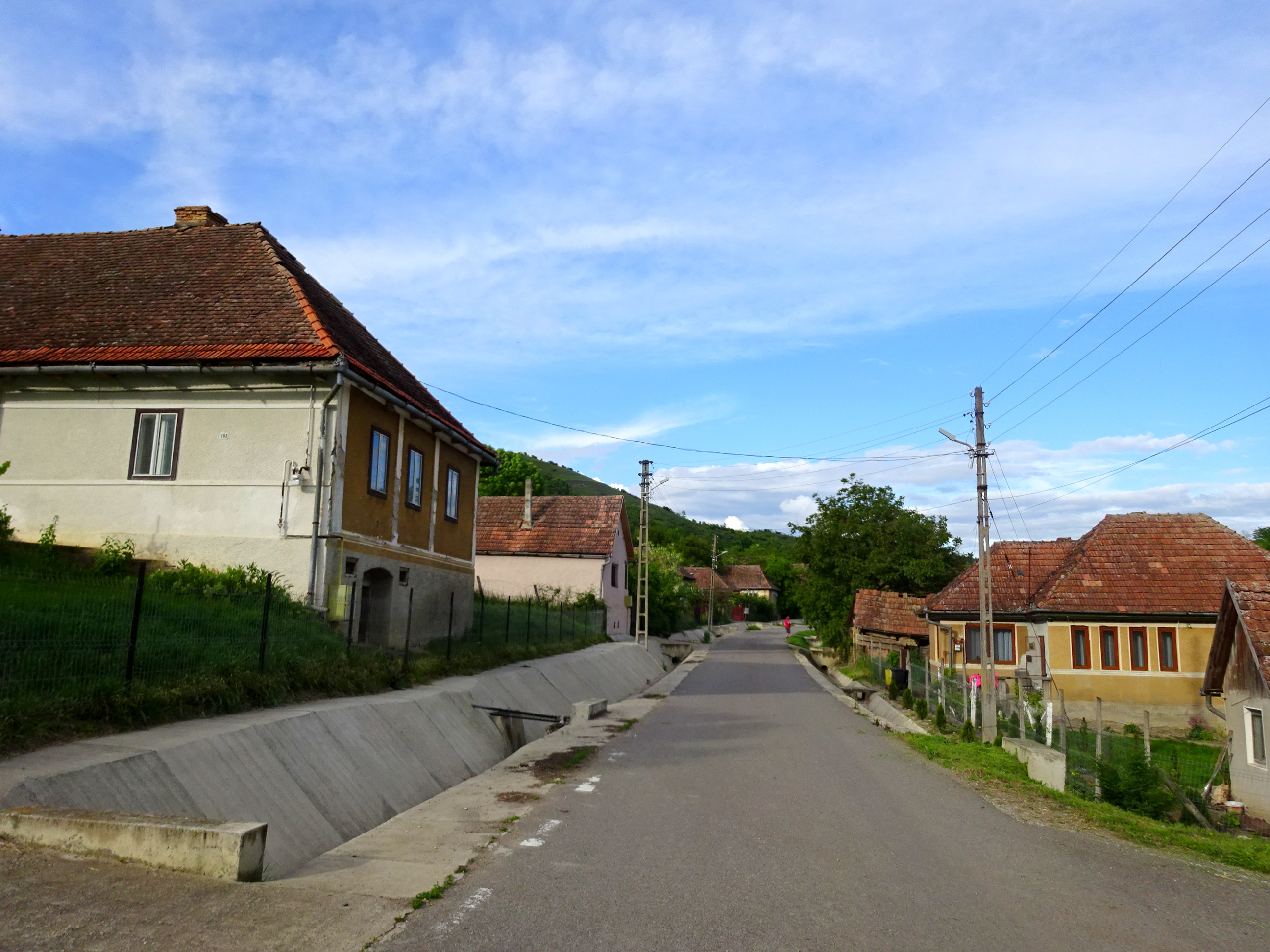
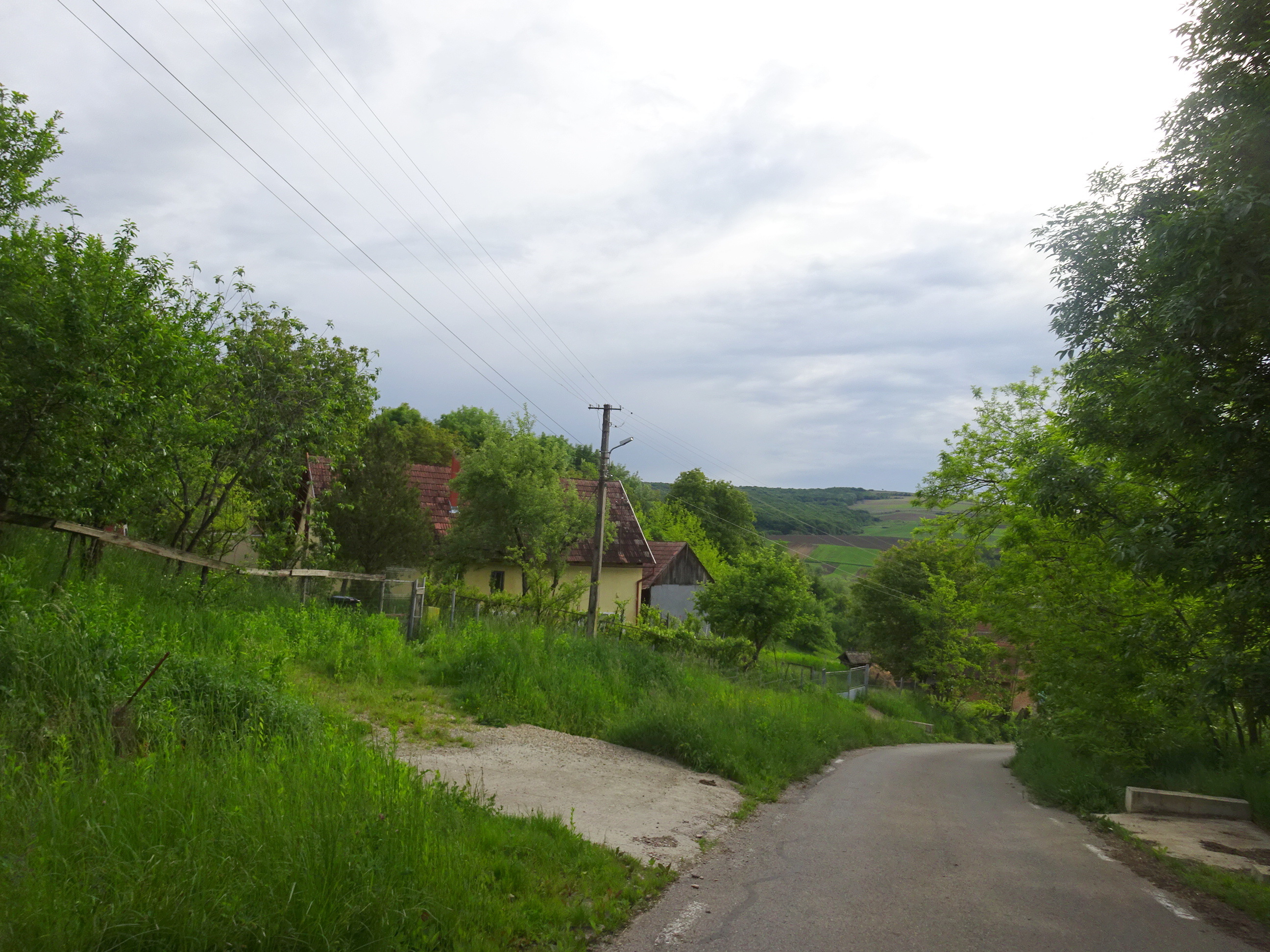
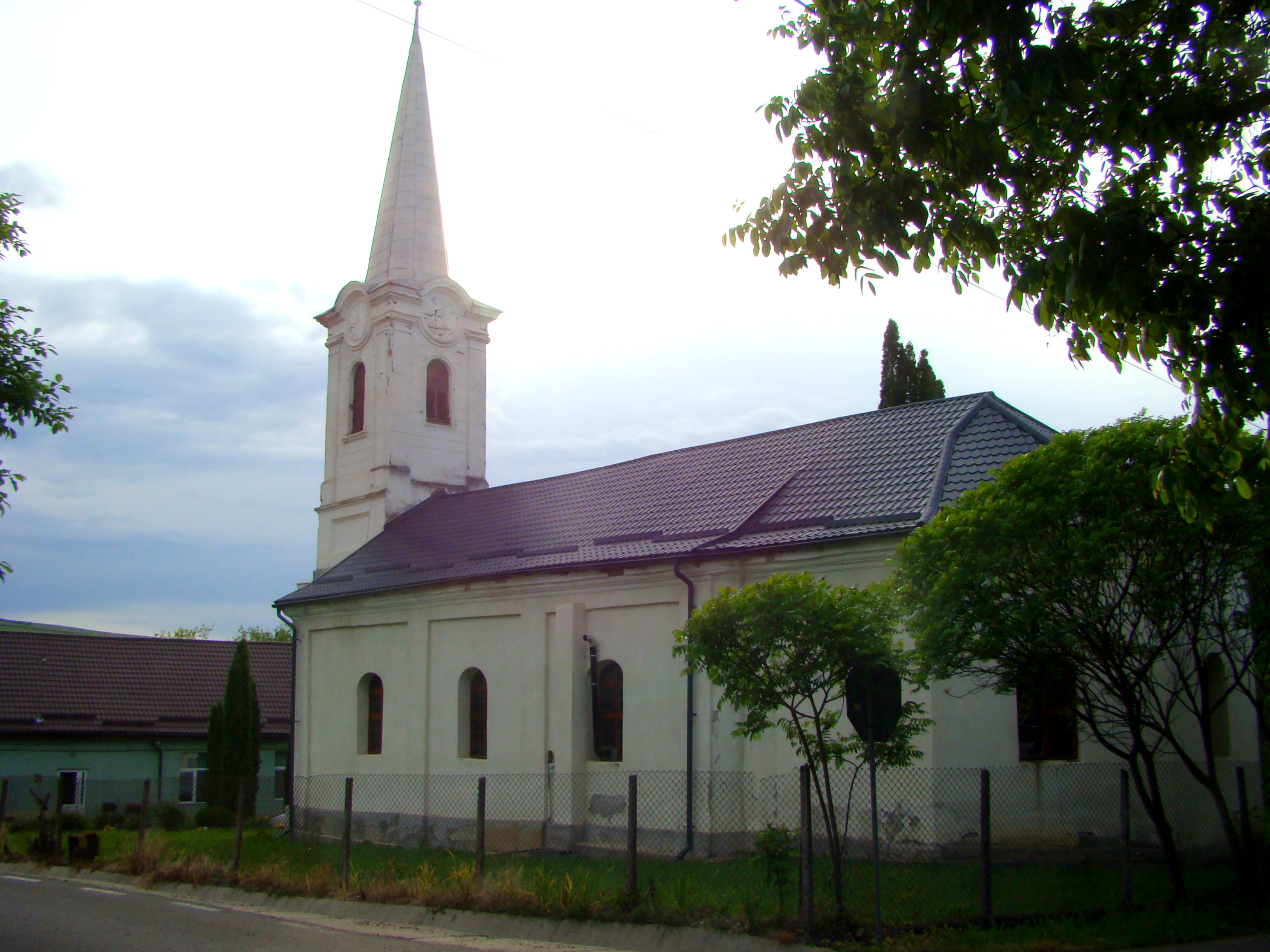
Biserica reformată din Bichiș (1780)
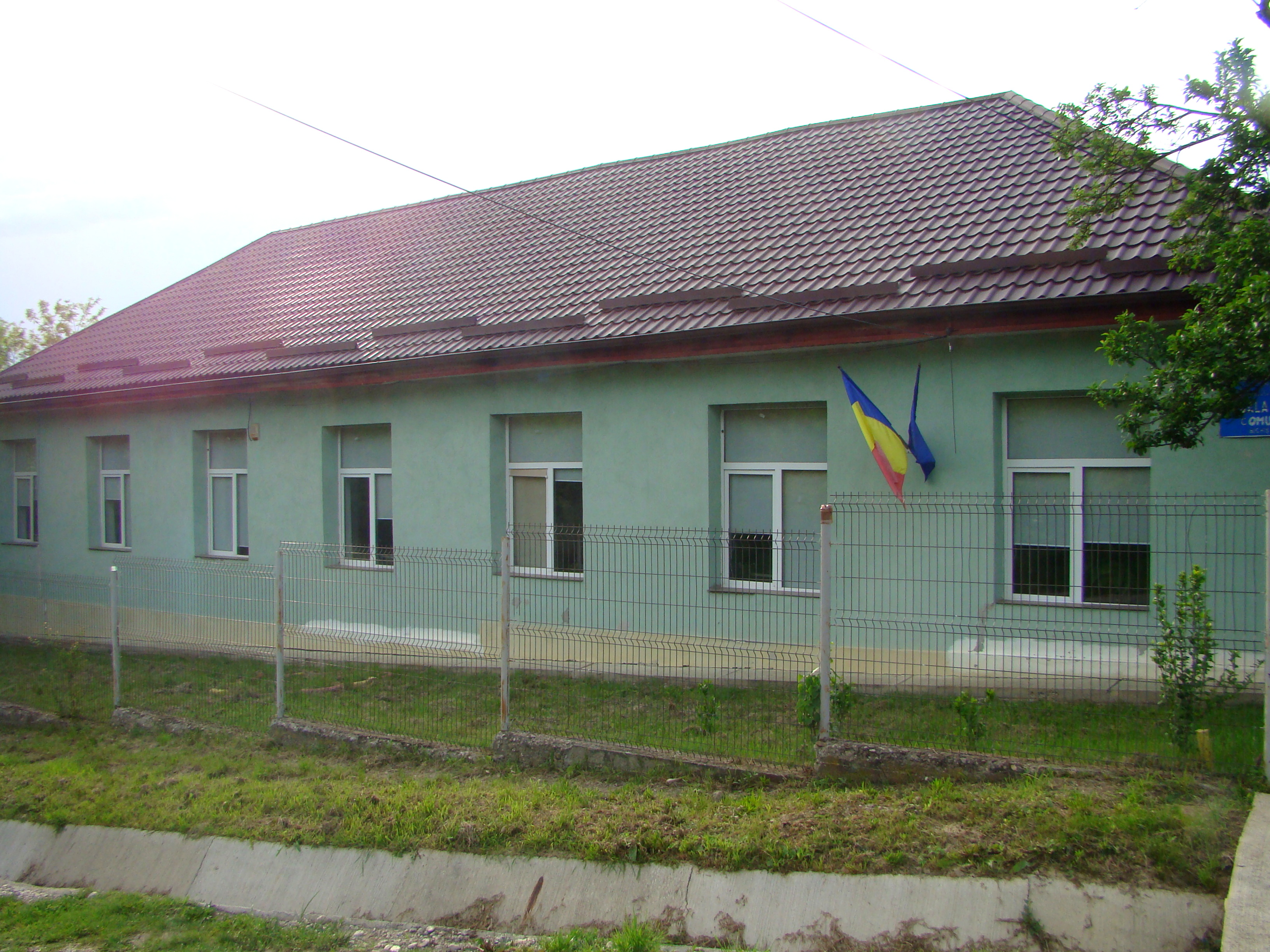
Școala
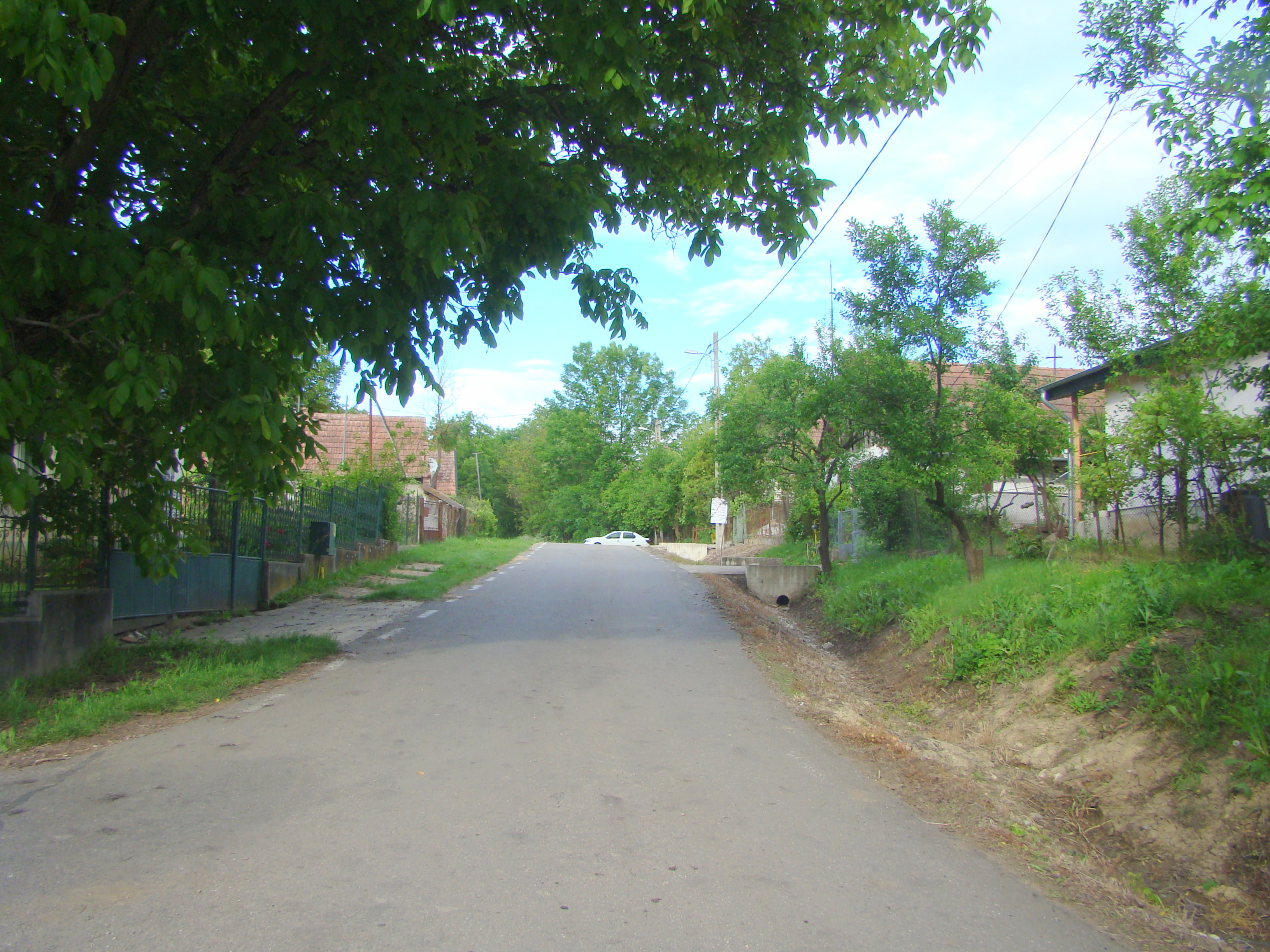
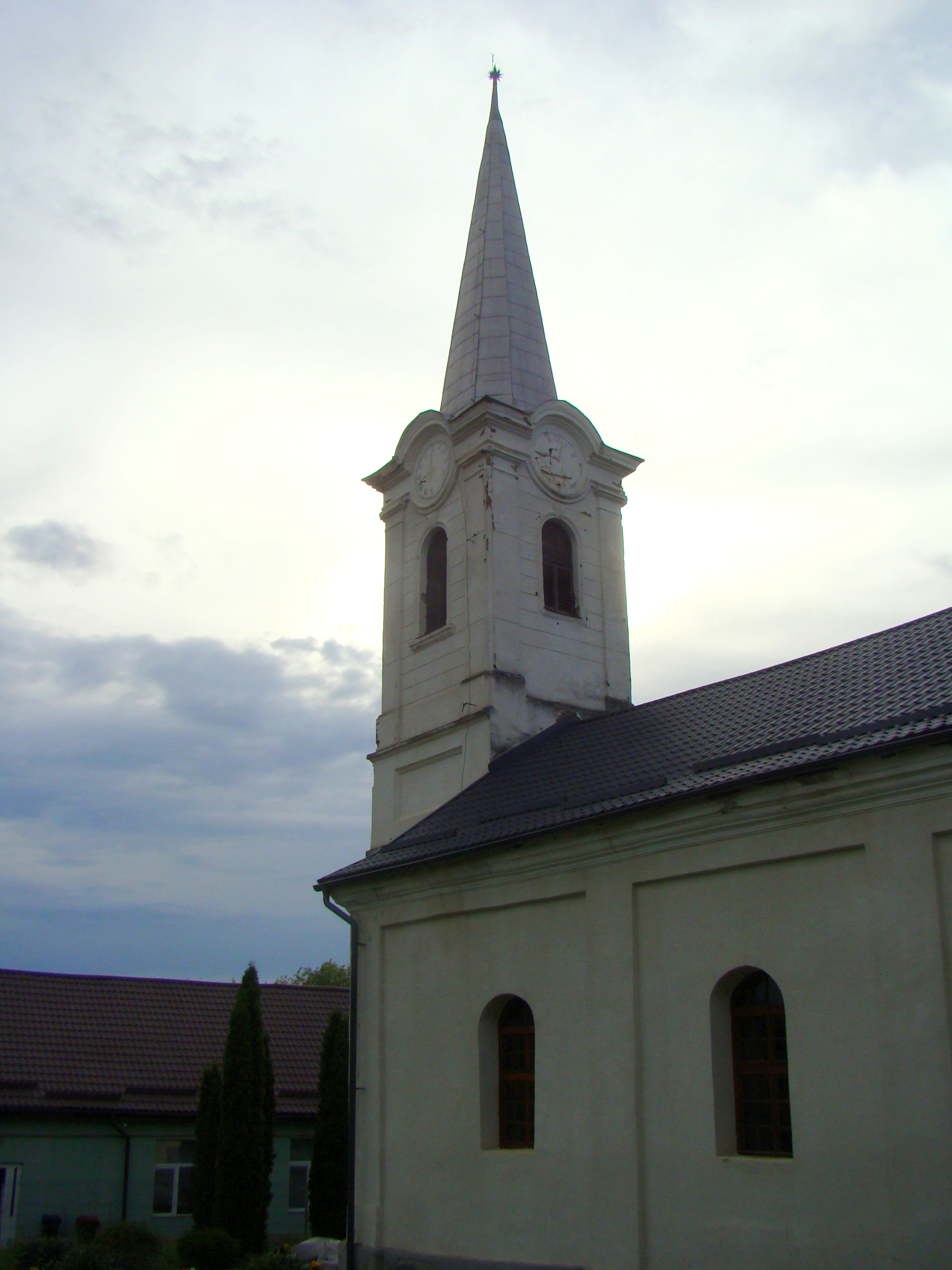
Turnul bisericii reformate
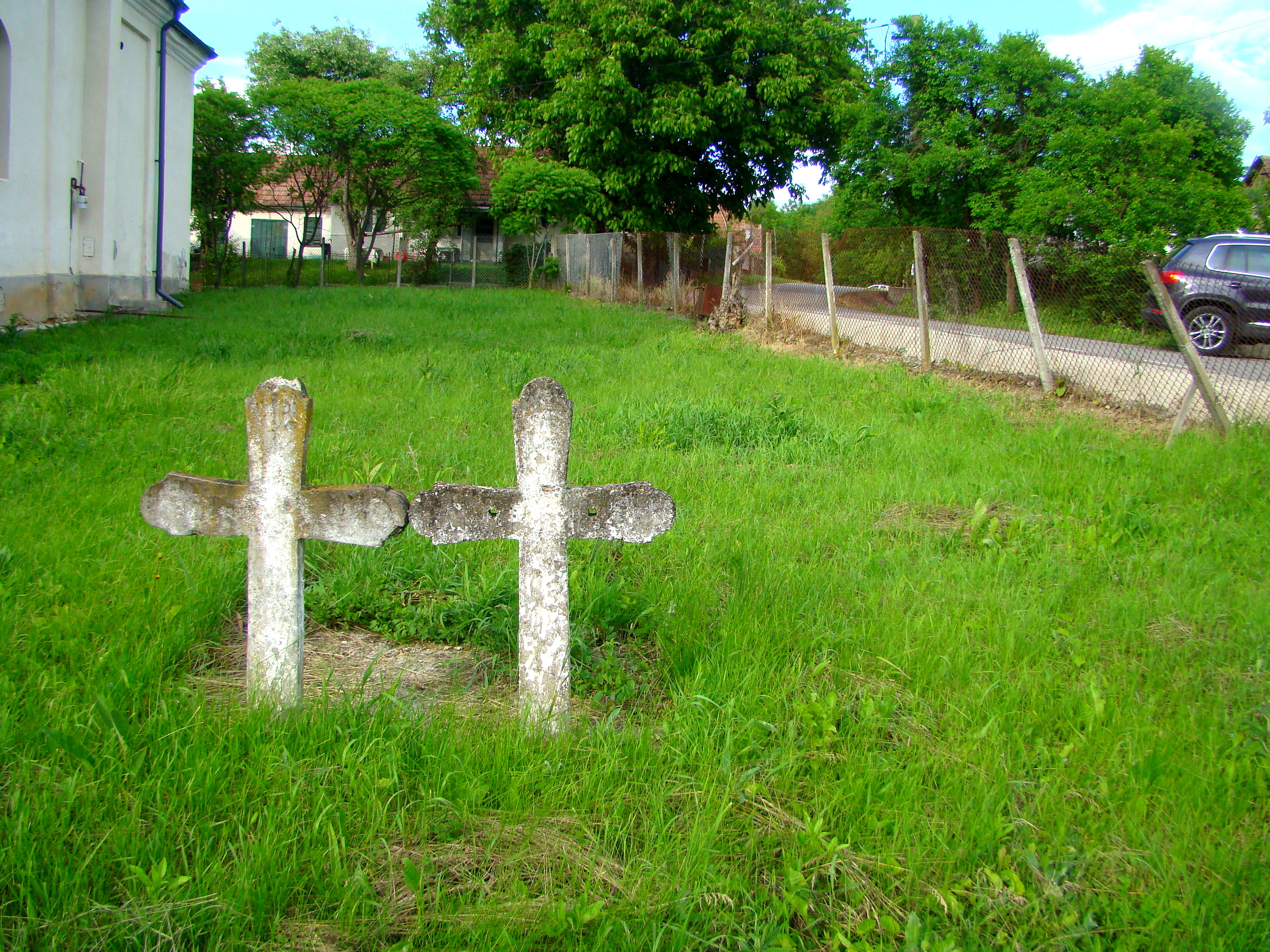
Curtea bisericii reformate
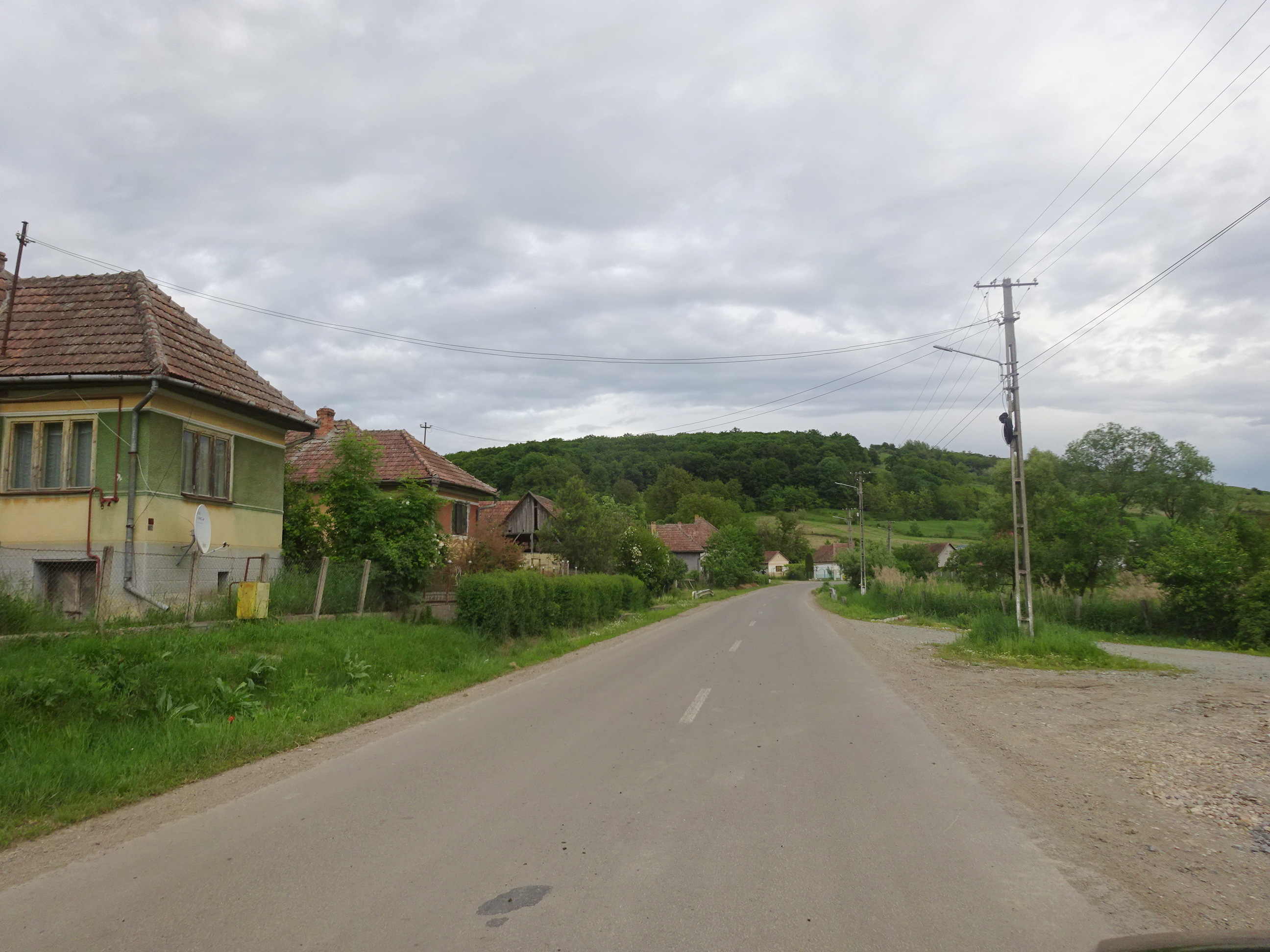
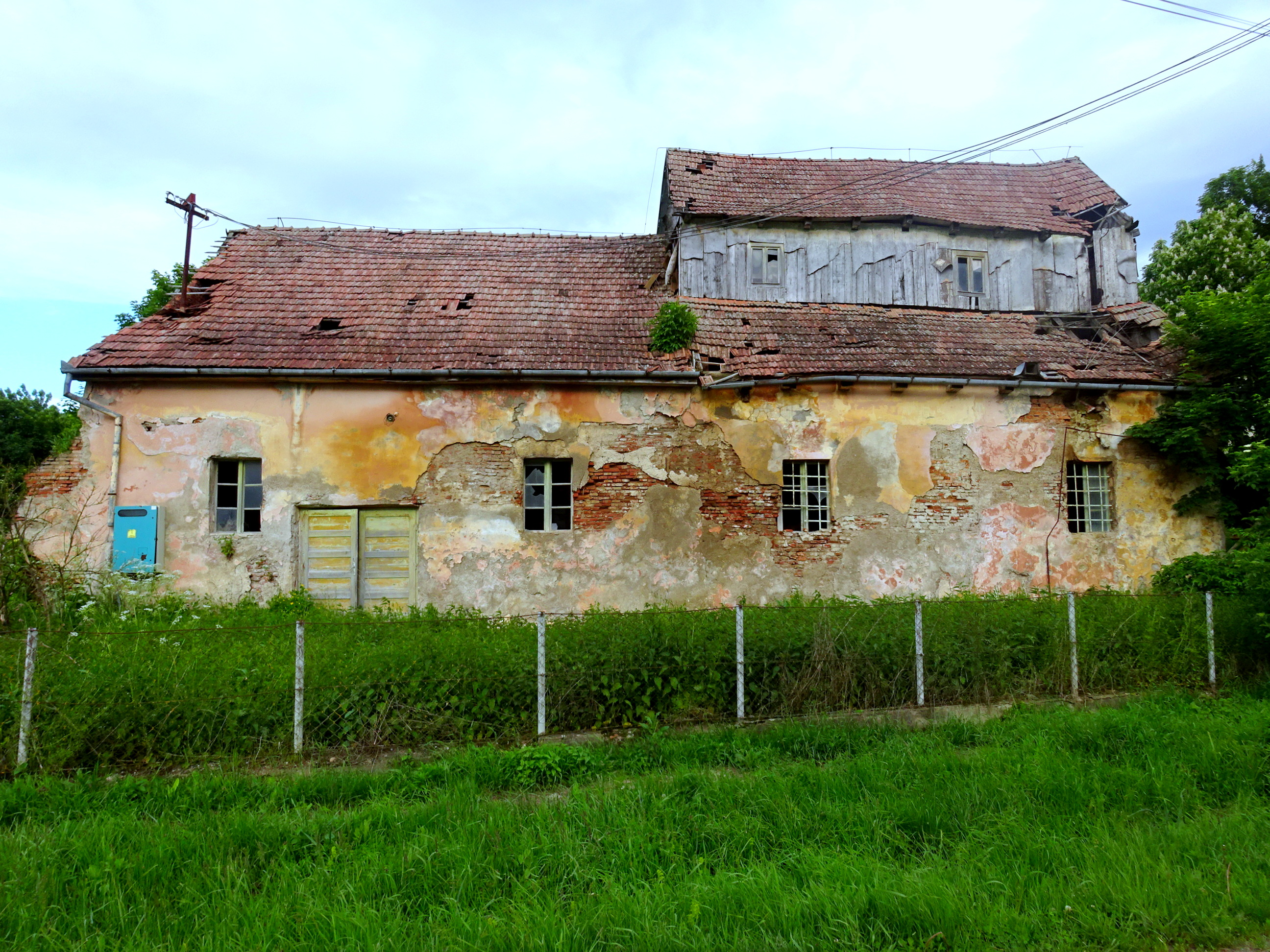
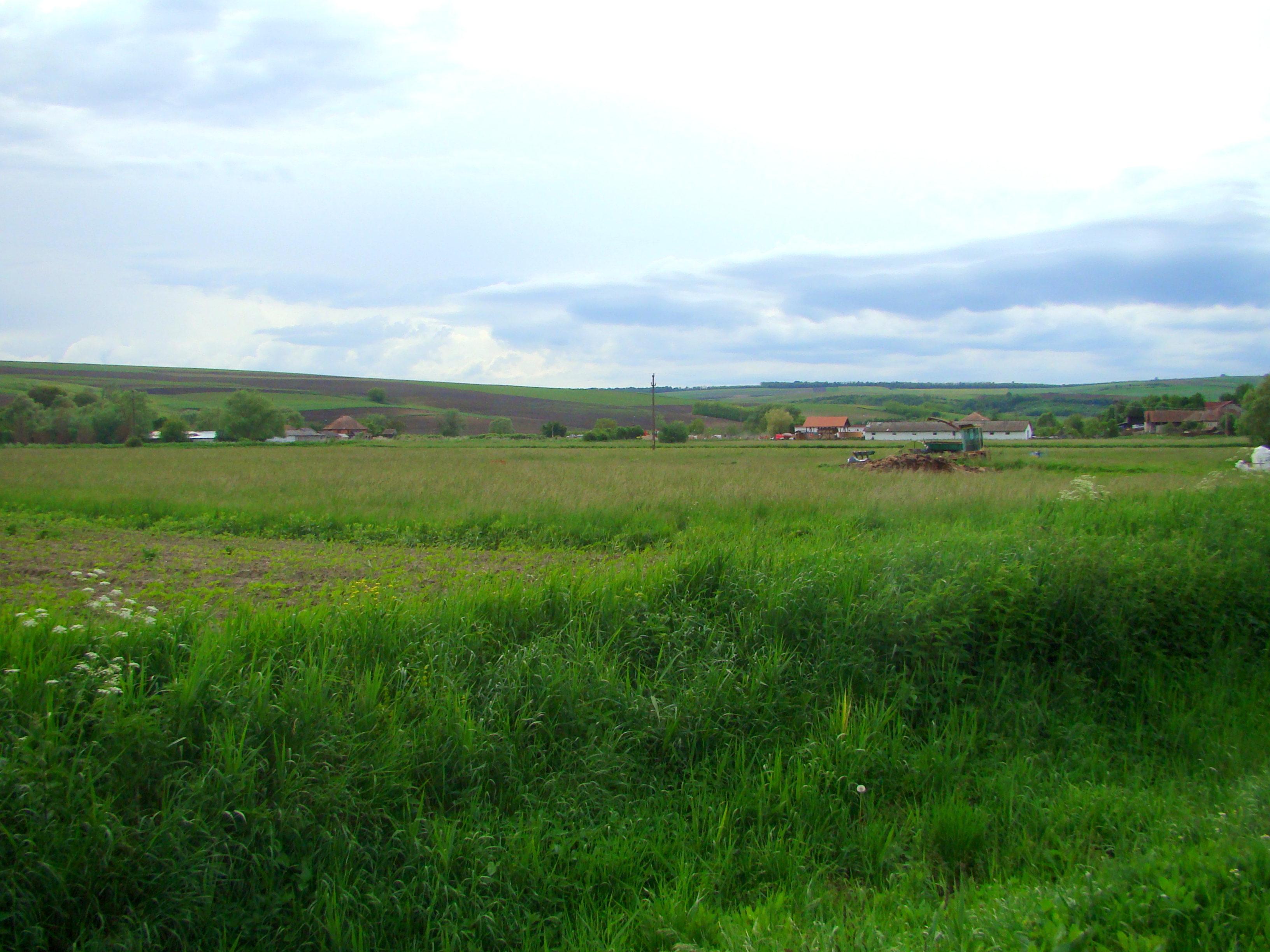
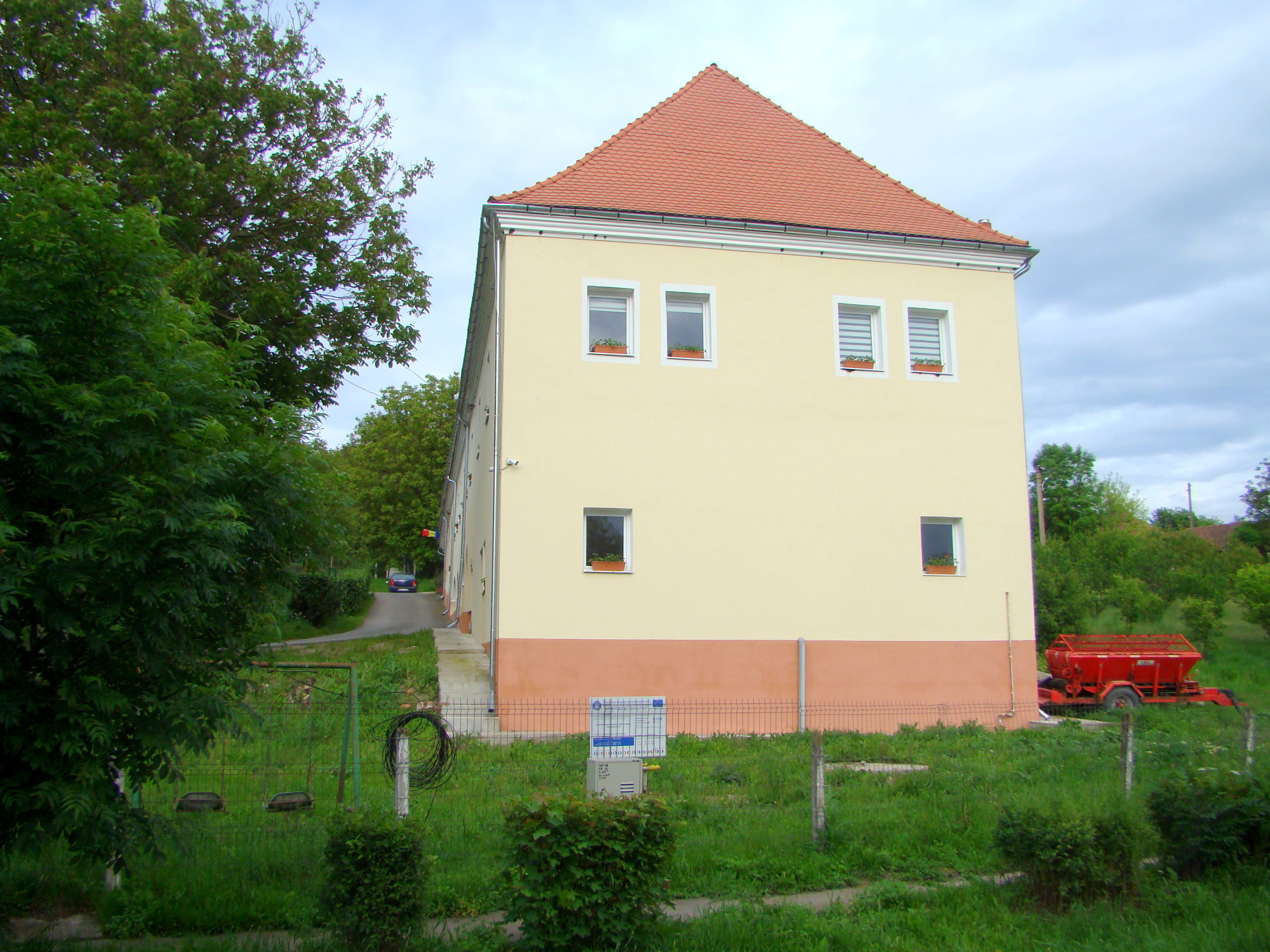
Primăria comunei
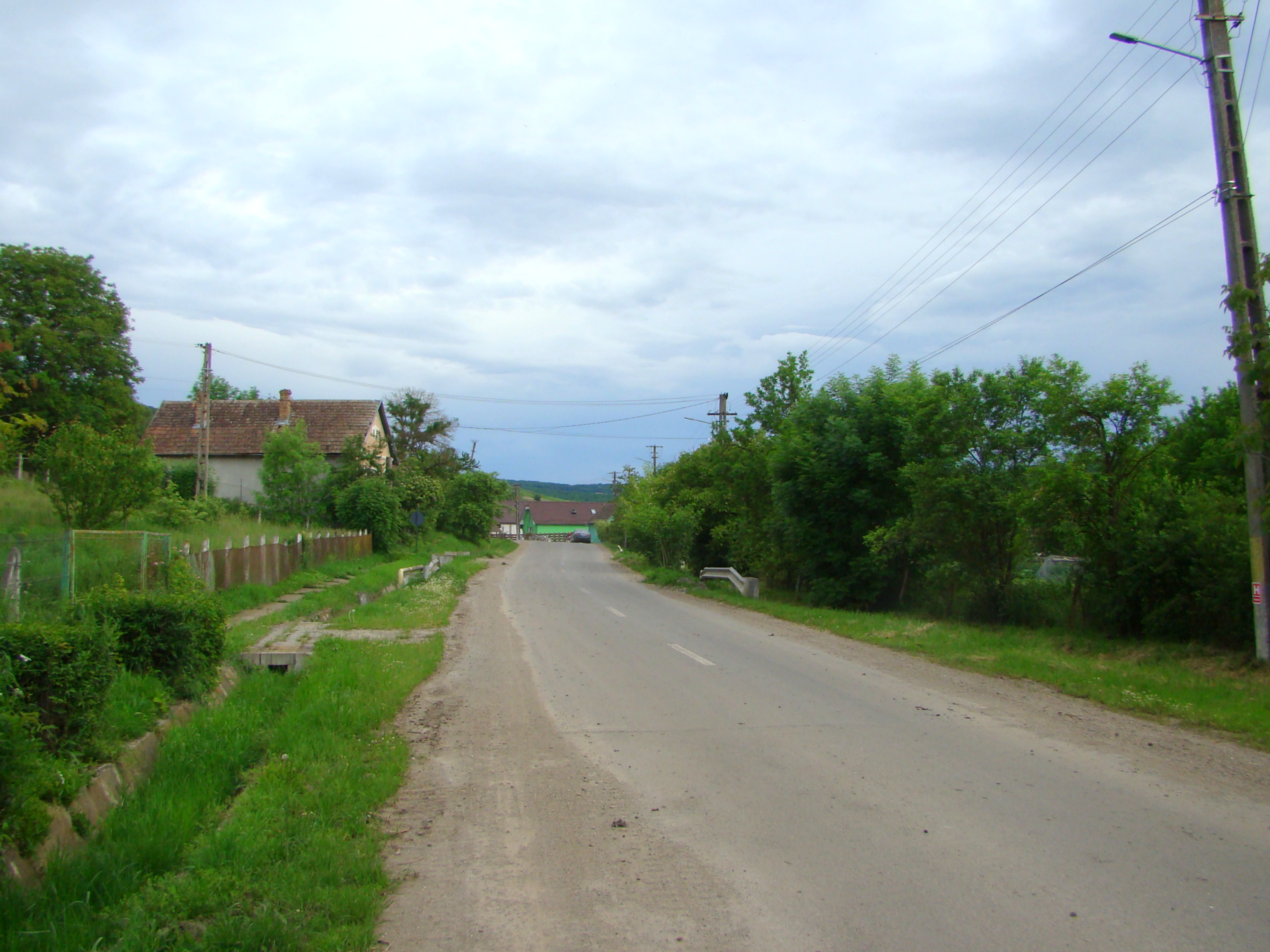
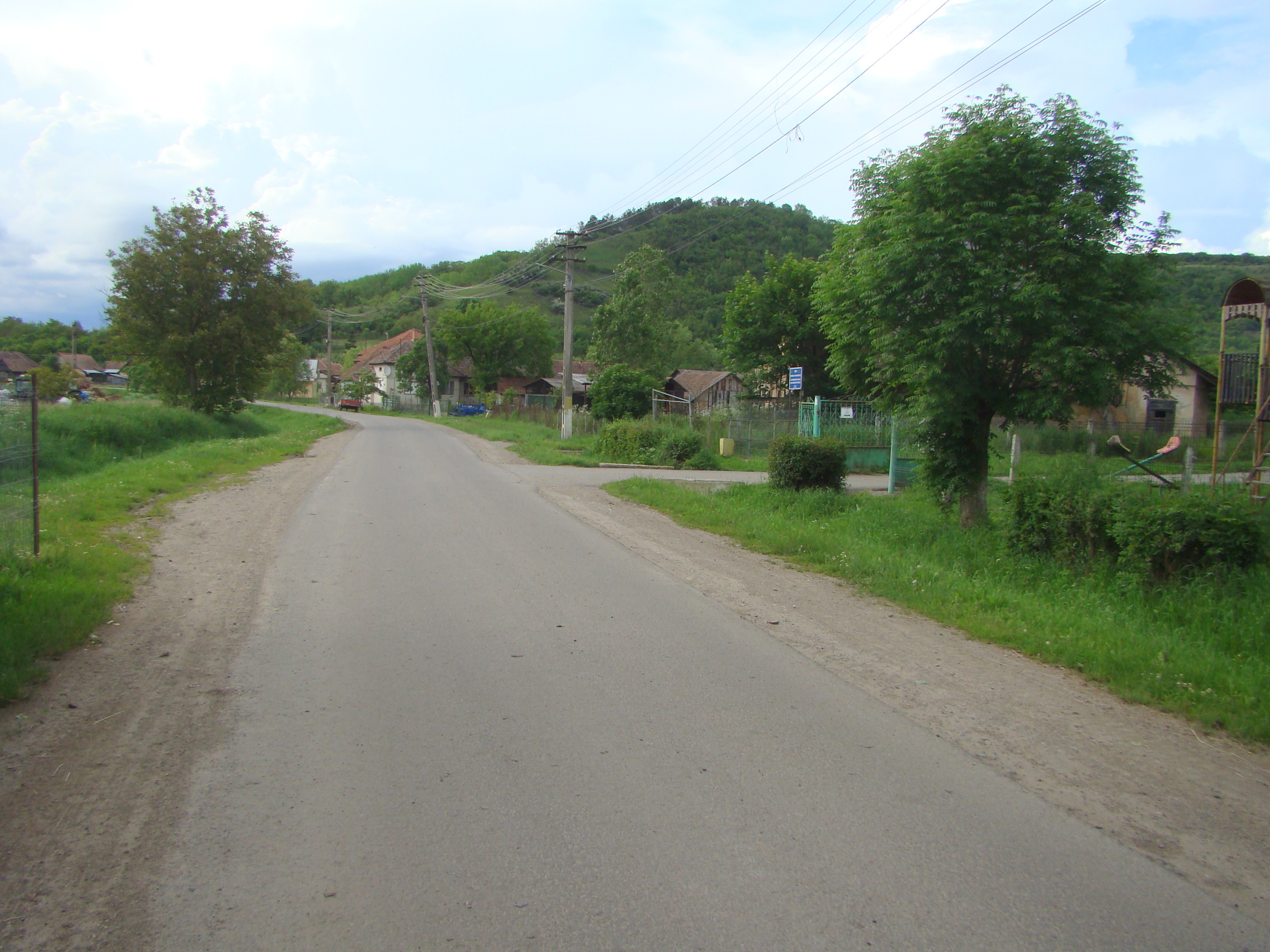
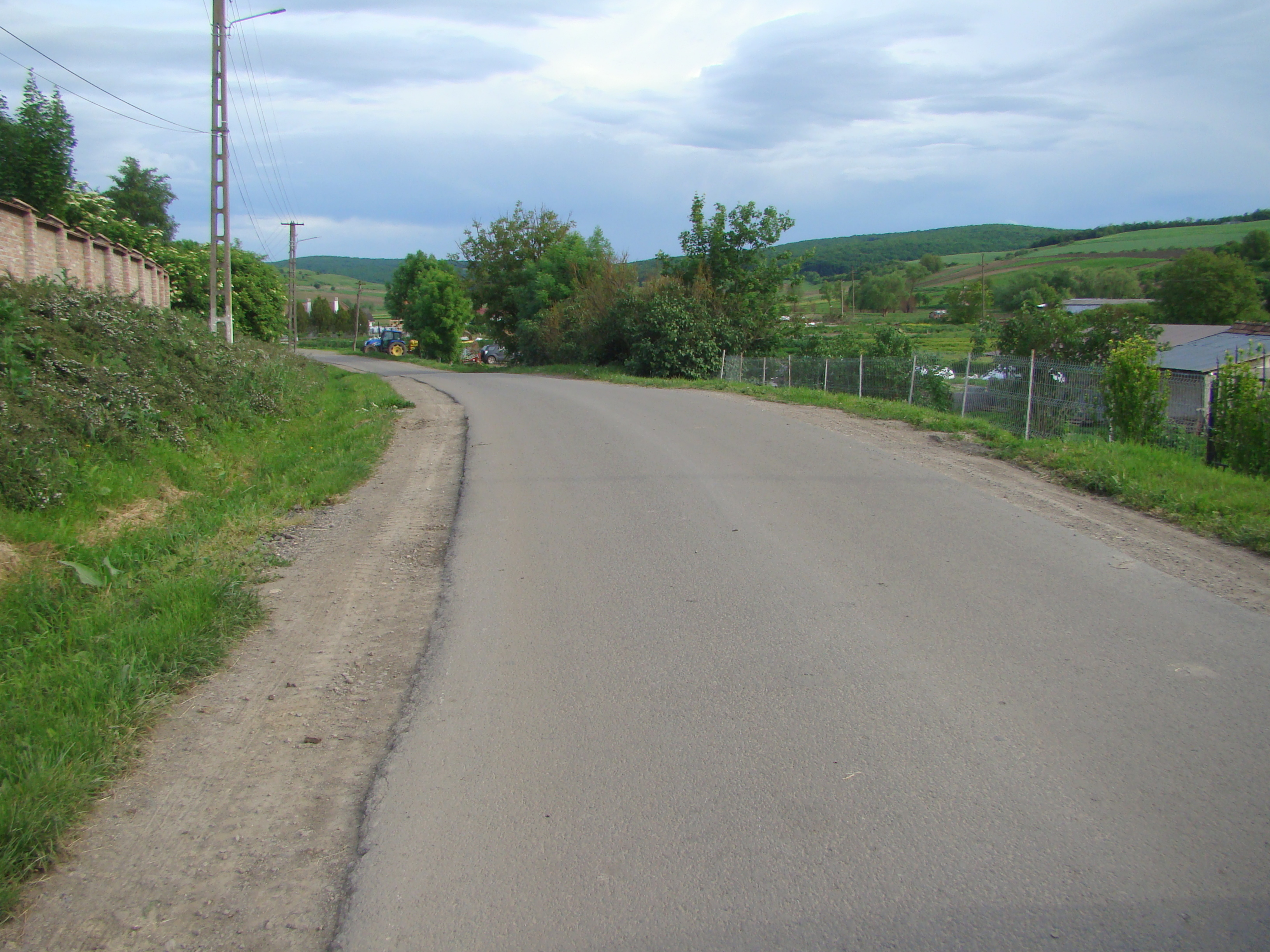
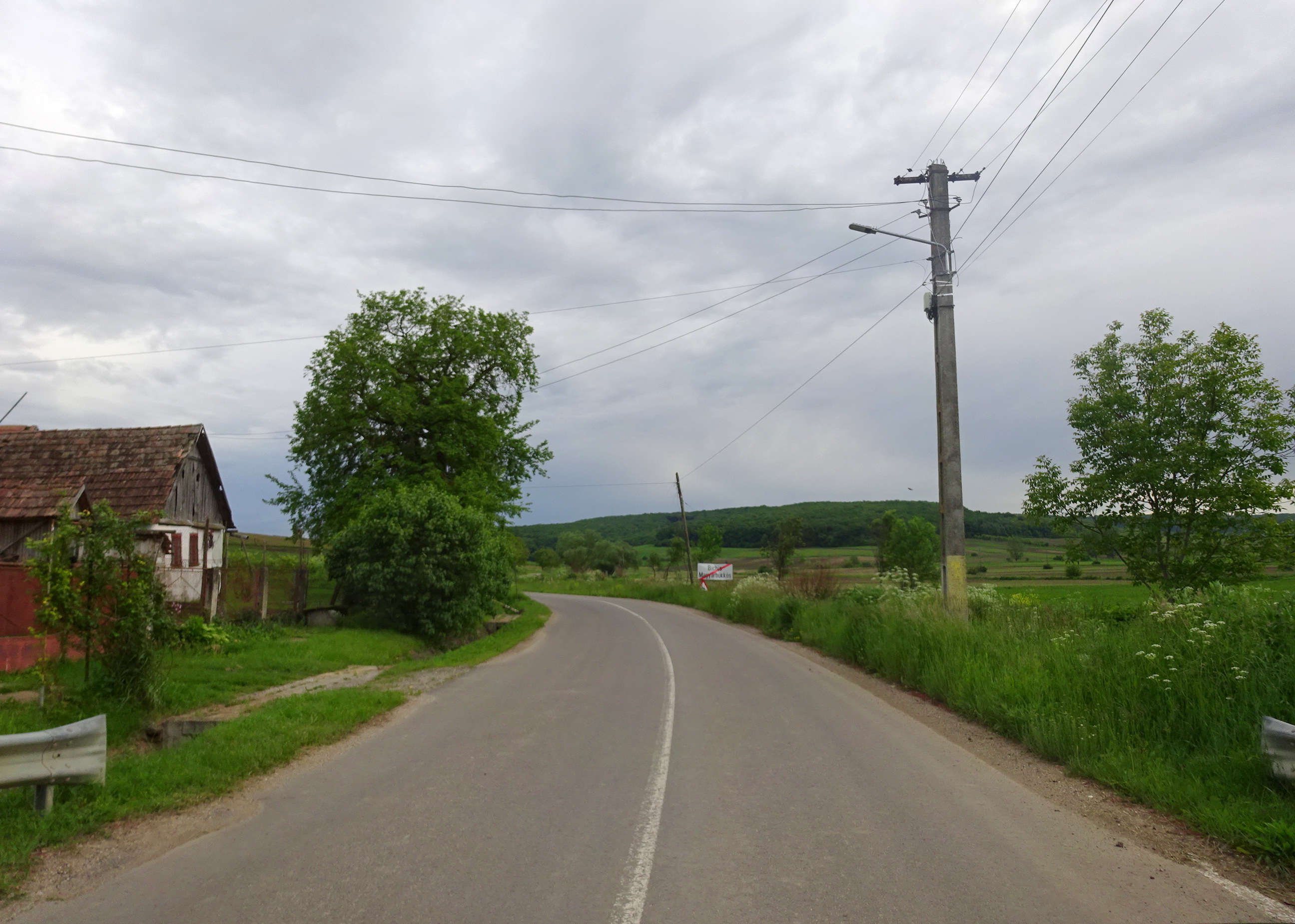
Ieșirea din localitate
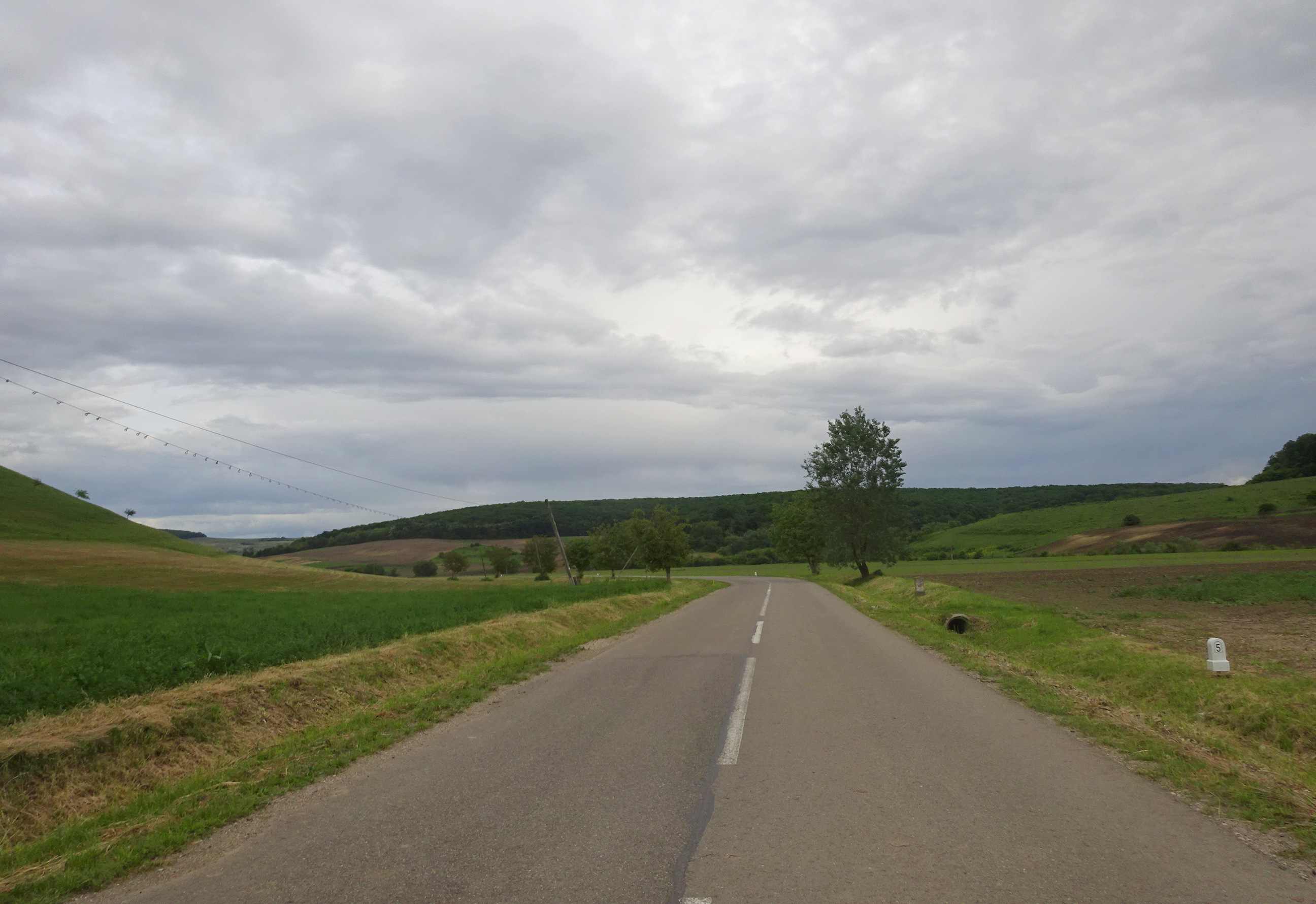
Drumul Bichiș-Ozd